# 페뇽데벨레스데라고메라

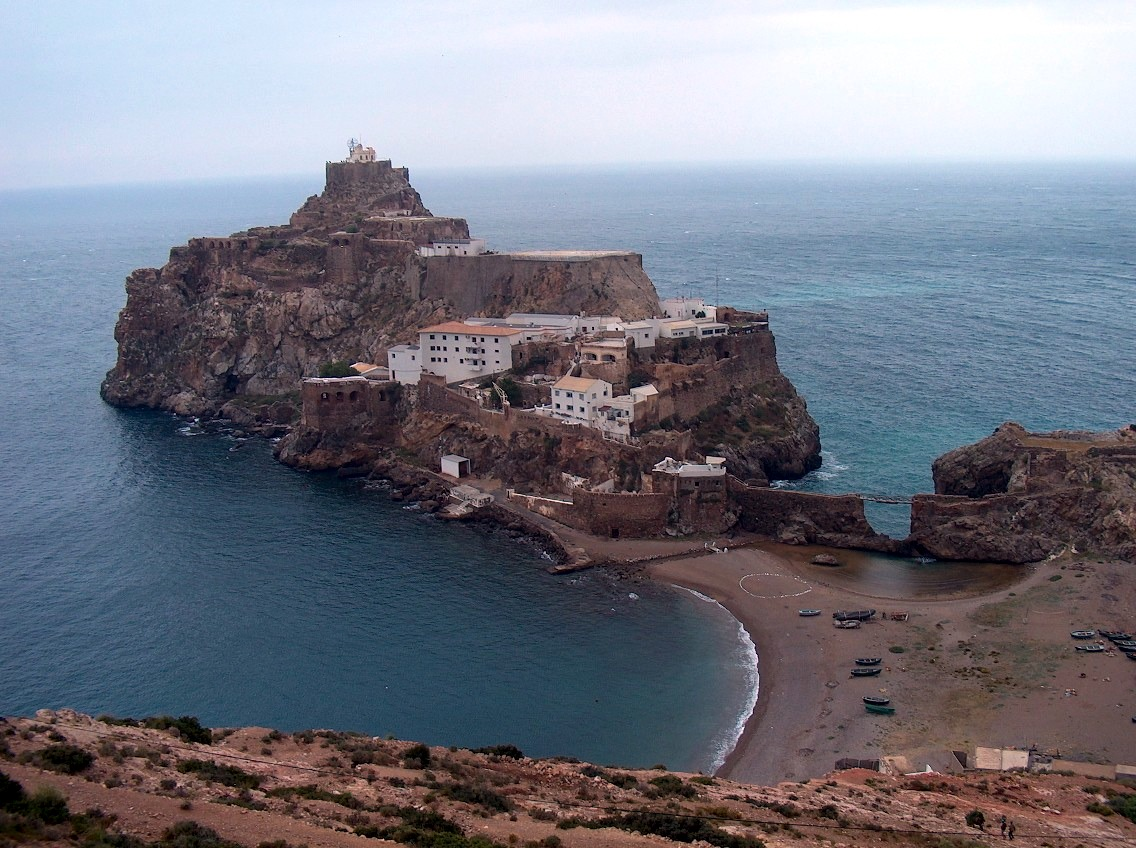
페뇽데벨레스데라고메라 섬

페뇽데벨레스데라고메라섬(스페인어: Peñón de Vélez de la Gomera, 아랍어: جزيرة غمارة, 베르베르어: Badis , Bades)은 모로코 해안에서 떨어진 북아프리카에 있는 스페인령 바위섬이다. 북아프리카 해안을 요새처럼 지키고 있는 자연요새섬의 여러 부분 중 하나로서 멜리야의 자치권에 포함되며 군인 일부만이 거주한다.
세우타에서 남동쪽으로 119km 떨어져 있으며 1934년까지는 알보란해의 자연섬이었으나 폭풍우를 거치면서 다량의 모래가 섬과 아프리카 대륙 사이의 짧은 지협으로 연결되게 됐다. 이후로 반도처럼 튀어나온 형상이 되면서 모로코령의 해안과 연결 돼 세계에서 가장 짧은 국경선에 해당하는 지역이다. 단 400m만이 국경선이며 북서-남동으로는 100m에 불과하다.

## 역사

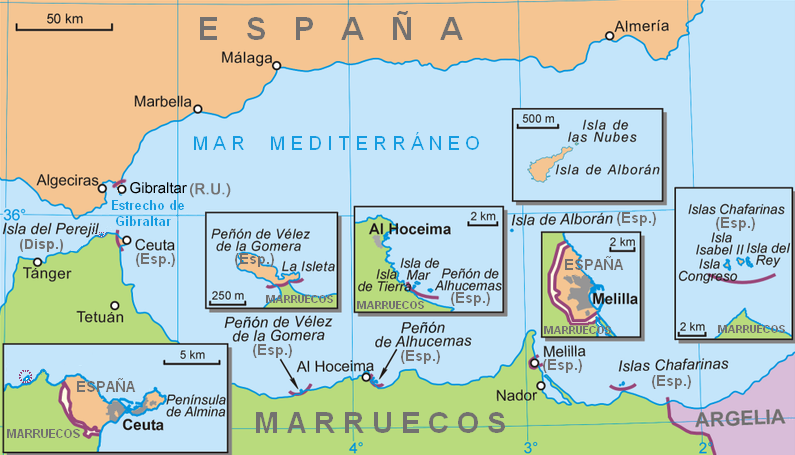
스페인령 북아프리카

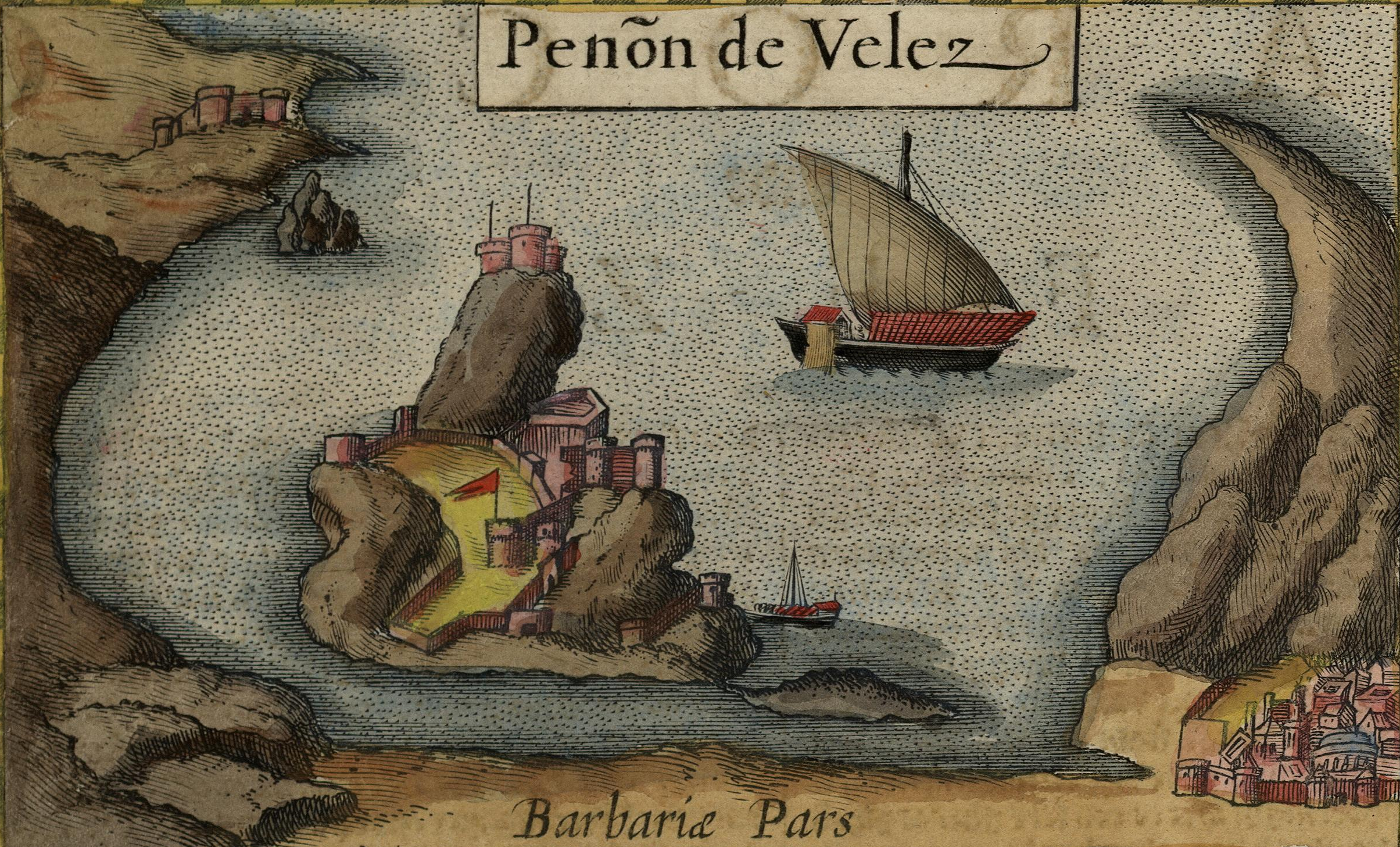
요도쿠스 혼디우스의 1606년 페즈와 모로코 왕국 지도 중 페뇽데벨레스의 삽화

포르투갈과 스페인은 1496년 협약을 이뤄 북아프리카 해안에서의 각자 영유권을 주장하기로 합의한다. 스페인은 페뇽데벨레스의 동쪽에만 영유권을 내세울 수 있었고 이에 따라 포르투갈의 영향력이 스페인으로 흡수되기에 이른다. 1578년 크사리 엘 케비르 전투 이후 스페인은 모로코에서 전방위 공세로 전환했다.
1508년 스페인은 페드로 나바로 하의 원정대를 파견해 인근 지역의 노략질을 처단할 것을 명령한다. 남부 스페인까지 해적질이 널리 퍼지자 정부 측에서는 이에 나설 수 밖에 없었고 페뇽 지역을 차지하게 된다.
1522년 모로코에 거주하던 베르베르인의 공격으로 페뇽 지역을 상실해 거주하고 있던 모든 인구가 몰살당했다. 1554년 페스 왕국의 통치자 알리 아부 하순은 오스만 제국의 군대를 주둔시켜 왕국을 보좌하도록 했다.
1564년 1563년 실패 이후 스페인인들은 가르시아 알바레스 데 톨레도의 주도 하에 오스만 제국군 150명을 사살했다. 이후로 1680, 1701, 1755, 1781, 1790년 산발적인 전투가 있었다.
1871년 스페인 의회는 페뇽에 대한 주권을 양도할 것을 고려했다. 군사적 주둔의 필요성이 없어졌기 때문에 제기된 주장이었으나 오래지 않아 폐기됐다.

## 같이 보기
- 스페인의 섬 목록
- 플라사스 데 소베라니아